# La chiave universale
La chiave universale (The Master Key: An Electrical Fairy Tale, Founded Upon the Mysteries of Electricity and the Optimism of Its Devotees) è un romanzo del 1901 di L. Frank Baum, autore di Il meraviglioso mago di Oz. In Italia è stato pubblicato nel 2022 da Edizioni Clichy.

## Trama
Rob Joslyn è un ragazzo appassionato della scienza tutta nuova dell'elettricità, caldamente incoraggiato da suo padre nel coltivare tale interesse mediante una serie di esperimenti che invece terrorizzano sua madre. Un giorno, facendo esperimenti con i collegamenti elettrici nella sua "officina", il ragazzo evoca accidentalmente un essere che si presenta come "il Demone dell'Elettricità": questi gli comunica che ha attivato la Chiave Universale dell'elettricità ed ha diritto a ricevere in dono tre strumenti elettrici per le successive tre settimane. Poiché il ragazzo risponde che non saprebbe cosa chiedere, è il demone stesso a selezionare i doni per lui.
Nel corso delle settimane a seguire, Rob si vede investito delle responsabilità che portano con sé invenzioni come il "Registro di Avvenimenti" e il "Rivelatore di Caratteri", e conclude che il mondo non è ancora pronto per un progresso così accelerato.
Nel corso della storia il protagonista incontra diversi personaggi reali dell'epoca, come Re Edoardo d'Inghilterra, il presidente della repubblica francese Émile Loubet e il duca d'Orléans.